# Potentilla sublaevis
Potentilla sublaevis är en rosväxtart som beskrevs av Otto Karl Anton Schwarz. Potentilla sublaevis ingår i Fingerörtssläktet som ingår i familjen rosväxter. Inga underarter finns listade i Catalogue of Life.